# Јацник
Јацник (њем. Jatznick) општина је у њемачкој савезној држави Мекленбург-Западна Померанија. Једно је од 54 општинска средишта округа Икер-Рандов. Према процјени из 2010. у општини је живјело 1.938 становника. Посједује регионалну шифру (AGS) 13062025.

## Географски и демографски подаци
Јацник се налази у савезној држави Мекленбург-Западна Померанија у округу Икер-Рандов. Општина се налази на надморској висини од 22 метра. Површина општине износи 33,3 km². У самом мјесту је, према процјени из 2010. године, живјело 1.938 становника. Просјечна густина становништва износи 58 становника/km².

## Међународна сарадња
| Мјесто | Држава   | Врста сарадње | Од    |
| ------ | -------- | ------------- | ----- |
|        | Финска   | контакт       | 1996. |
|        | Пољска   | партнерство   | 2000. |
| Јегева | Естонија | партнерство   | 1995. |
|        | Пољска   | партнерство   | 1990. |
| Извор  |          |               |       |